# Хомицький Вадим Володимирович
Вадим Володимирович Хомицький (рос. Вадим Владимирович Хомицкий; 21 липня 1983, м. Воскресенськ, СРСР) — російський хокеїст, захисник. Виступає за ХК «Сочі» у Континентальній хокейній лізі.  
Вихованець хокейної школи «Хімік» (Воскресенськ). Виступав за «Хімік» (Воскресенськ), ЦСКА (Москва), «Айова Старс» (АХЛ), «Хімік»/«Атлант» (Митищі), «Ак Барс» (Казань), «Торпедо» (Нижній Новгород), «Авангард» (Омськ).
У чемпіонатах КХЛ — 419 матчів (27+37), у плей-оф — 76 матчів (6+4).
У складі національної збірної Росії учасник чемпіонату світу 2006 (7 матчів, 0+3).  
Досягнення
- Срібний призер чемпіонату Росії (2011)